# 크리스 파넬
크리스 파넬(Chris Parnell, 1967년 2월 5일 ~ )은 미국의 배우이다.

## 작품 목록
- 빌리 진 킹: 세기의 대결 - DJ 역
- 오스틴 파운드
- 라이프 오브 더 파티
- 시니어 이어 - 짐 콘웨이 역